# Mennybemenetel-székesegyház (Novocserkasszk)
A pátriárkai Mennybemenetel-székesegyház (oroszul: Патриарший Вознесе́нский войсково́й всеказачий собор) nagy méretű ortodox templom Novocserkasszk városában, a Rosztovi területen, az orosz ortodox egyház Rosztov-na-Donu-i egyházmegyéjének második székesegyháza az Istenszülő születése székesegyház mellett, a doni kozákok főtemploma, illetve a katonai ordinariátus központja. 2014 óta Moszkva és egész Oroszország pátriárkájának pátriárkai székesegyháza, és a mai napig a világ legnagyobb ortodox templomai közé tartozik.

## Története
Novocserkasszk megalapítása előtt a doni hadsereg fő temploma a cserkasszki Feltámadás-székesegyház volt. A Mennybemenetel-székesegyházat Novocserkasszk alapításakor, 1805-ben, az Úr mennybemenetelének ünnepén helyezték el. Valójában az építkezés csak 1811. október 1-jén kezdődött meg. A templom tervezője Luigi Ruska építész volt. A templom építése előtt nagyszabású tereprendezési munkálatokat végeztek a leendő templom melletti sugárút (ma Platovszkij sugárút) kiegyenlítésére. Miután a Ruska testvérek 1818-ban elhagyták Oroszországot, a székesegyház építését Amvroszimov építész folytatta. 1846-ban, amikor a főkupola állványzatát eltávolították, a székesegyház egy része hirtelen összeomlott. Ugyanez történt 1863-ban a székesegyház második változatával is, amely Ivan Valdre tervei alapján épült.
1891-ben a kozákok úgy döntöttek, hogy megkezdik a székesegyház harmadik változatának építését, a terveket Alekszandr Jascsenko építész és akadémikus dolgozta ki. A tervet1891. március 24-én a legfelsőbb bíróság jóváhagyta. 1896-ban a projektet a szilárdság növelése, a súly és az újabb összeomlás kockázatának csökkentése érdekében Konsztantyin Limarenko mérnök-ezredes felülvizsgálta, aki ezt követően a székesegyház építését 1904-es befejezéséig vezette. Az épület egészét csak 1905. május 6-án szentelték fel és nyitották meg.
A székesegyház építésének befejezése után, az 1812-es honvédő háború közelgő 100. évfordulója kapcsán, 1911. október 4-én (a Gergely-naptár szerint 17-én) a Boldogságos Szűz Mária oltalmának altemplomában lévő új sírboltba újratemették az 1812-es honvédő háború kozák katonai hőseit, a Doni kozák hadsereg atamánját, Matvej Ivanovics Platov tábornokot és városalapítót, Vaszilij Orlov-Gyenyiszov tábornokot, Ivan Jefremov tábornokot és a kaukázusi háborúk hősét, Jakov Baklanov tábornokot.
A szovjet időkben a kupolákról eltávolították az aranyozott rézbevonatot, helyette vaslemezzel akarták a templomot befedni, de ez sokáig nem történt meg, és az épület folyamatosan ki volt téve a környezeti hatásoknak, így rendszeresen beázott. A fűtési rendszert is szándékosan kiiktatták. 1934-ben a székesegyházat bezárták, az épületet raktárként használták.
A székesegyházat 1942-ben, a német megszállás idején nyitották meg újra. A háború utáni években az alagsorban élelmiszerraktár működött, az emeleten pedig istentiszteleteket tartottak.
1986-tól 1994-ig Mogyeszt (Potapov) archimandrita szolgált a székesegyházban, majd 1989-ben kinevezték a székesegyház rektorává. Az ő vezetésével megkezdődött a székesegyház restaurálása és felújítása.
2001-ben nagyszabású helyreállítási munkálatok kezdődtek. 2005-ben, Novocserkasszk alapításának 200. évfordulójára és a székesegyház megnyitásának 100. évfordulójára sikeresen befejeződött az épület homlokzatának helyreállítása. 2010-2011-ben a kupolákat újra aranyozással látták el, és a tetején lévő keresztbe egy hegyikristályt illesztettek.
2014-ben Kirill moszkvai pátriárka szent pászka napján kiadott rendeletével a Mennybemenetel-templom megkapta a hadsereg összhaderőnemének pátriárkai székesegyháza státuszt. A novocserkasszki székesegyház lett a második pátriárkai székesegyház Oroszországban. Ezt megelőzően a moszkvai Kreml Uszpenszkij-székesegyháza volt az egyetlen pátriárkai székesegyház. 2015-ben az Orosz Nemzeti Bank 3 rubeles ezüst emlékérmét bocsátott ki a székesegyház képével.

## Építészeti jellemzői

### Technológiai háttér
Egy ekkora épület felépítéséhez a városban külön téglagyárat építettek, amely évente mintegy kétmillió téglát állított elő. Vízvezetéket építettek, hogy a folyóból vízzel lássák el az építkezés helyszínét, egy erőmű is működött, és egy speciális laboratóriumot is berendeztek az építőanyagok vizsgálatára. A szerkezet szilárdságának növelése érdekében a korszakban újdonságnak számító vasbetont használtak. A téglák mechanikai szilárdságára vonatkozó követelmények nem voltak kisebbek, mint 40 pud/négyzetcentiméter (modern analógiája az M-125 téglajelzés). A homokkő ellenállóképessége 160 pud volt négyzetcentiméterenként. A cementet Odesszából, Novorosszijszkból, Moszkvából, Kercsből és másokból hozták.
A templom oszlopai kalitveni kőből készültek, egy fehér-rózsaszínű, skarlátvörös erezetű, finomszemcsés homokkőből. A templom padlója márványlapokból készült. A padlóhoz és a lépcsőkhöz használt fehér márványt Olaszországból, az oszlopokhoz használt rózsaszín márványt Franciaországból szállították. A márványfeldolgozáshoz a székesegyház melletti téren márványműhelyek működtek. Összesen 5600 szürke, fehér, rózsaszín és zöld színű márványtáblát fektettek le a templomban.
Az épület alagsorában télen Ammoszov rendszere szerint működő fűtőkemencék működtek. A pincék mélysége körülbelül 15 méter volt. 

### Az épület külseje
A hét hagymakupolás székesegyház neobizánci stílusban épült. A keresztkupolás templomok típusába tartozik. A főhajó négyezete feletti központi félgömb alakú kupolát négy négyszintes harangtorony kupolája keretezi. A kupolás főharangtorony a nyugati bejárathoz csatlakozik, amely tornáccal ellátott főbejáratként szolgál. A keleti oldalról a székesegyházat egy félköríves, kétszintes apszis határolja a 7. kupolával. Északról és délről szintén két hármas apszis nyílik. A kupolák nyolcszögletes alapokon oszlopokkal, boltívekkel és csegelyekkel kialakított kupoladobokra emeltek. A templom 74,7 m magasra emelkedett, méretét tekintve csak a moszkvai Megváltó Krisztus- és a szentpétervári Szent Izsák-székesegyház múlja felül, belseje mintegy 5000 hívőnek ad helyet. A templom méretei: hossza belül 72,5 méter, kívül 76,8 méter, szélessége belül 57,6 méter, kívül 62 méter, teljes magassága a templomon belül 51,2 méter, kívül a kereszttel együtt pedig 74,7 méter. Minden portálon hat darab 13 méter magas és 1,5 méter átmérőjű oszlopot terveztek elhelyezni. 
Az építési költségek körülbelül 2 millió rubelt tettek ki. A harangtoronyba kilenc, mintegy 33 tonna össztömegű harangot helyeztek el. A harangokat kézi erővel, kötelekkel emelték fel a helyükre. 
Eredetileg a katedrális összes kupoláját arannyal borították, a főkeresztet pedig hegyikristály berakással látták el, ezeket a szovjet időkben ugyan eltávolították, ám később pótlásra kerültek. A kupolák aranyozását Szemjon Abroszimov szentpétervári cége végezte. A központi kupola magassága a kereszttel együtt eléri a 74,7 métert. A székesegyház homlokzatán az „Altschwager” cég 1902-ben egy körülbelül 2 méter átmérőjű órát helyezett el. Az óraszerkezet a székesegyház belsejében volt.

### Az épület belseje
A belső díszítés növényi ornamentikát, egyenlő oldalú négyágú kereszteket, arany hatágú csillagokat, szentek képeit, pálmafákat és pávákat tartalmaz. A színek közül az arany, a bordó, a kék és a zöld dominál.Akupola alatti négyezetet az alábbi személyek festett alakjai díszítik:
- délkeleti oszlop: Alekszisz, moszkvai metropolita, Nagy Szent Vazul, Pál apostol (lent), Máté evangélista (fent).
- északkeleti oszlop: Péter, moszkvai metropolita, Jakab, az Úr testvére (lent), sas (középen), János evangélista (fent), mirhát hordozó nők (fent).
- északnyugati oszlop: Márk evangélista (fent).
- észak-keleti oszlop: Aranyszájú Szent János, Pantaleon nagymártír (alul), Lukács evangélista (felül).

## Galéria

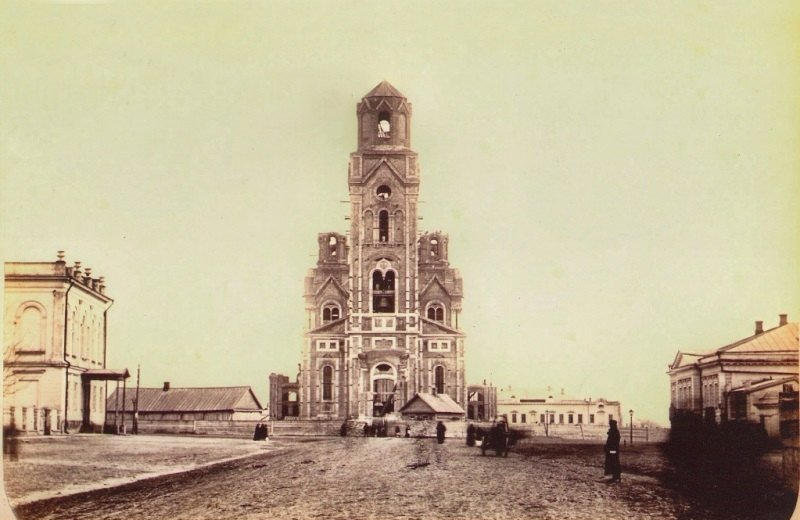
Az előző, 2. templom
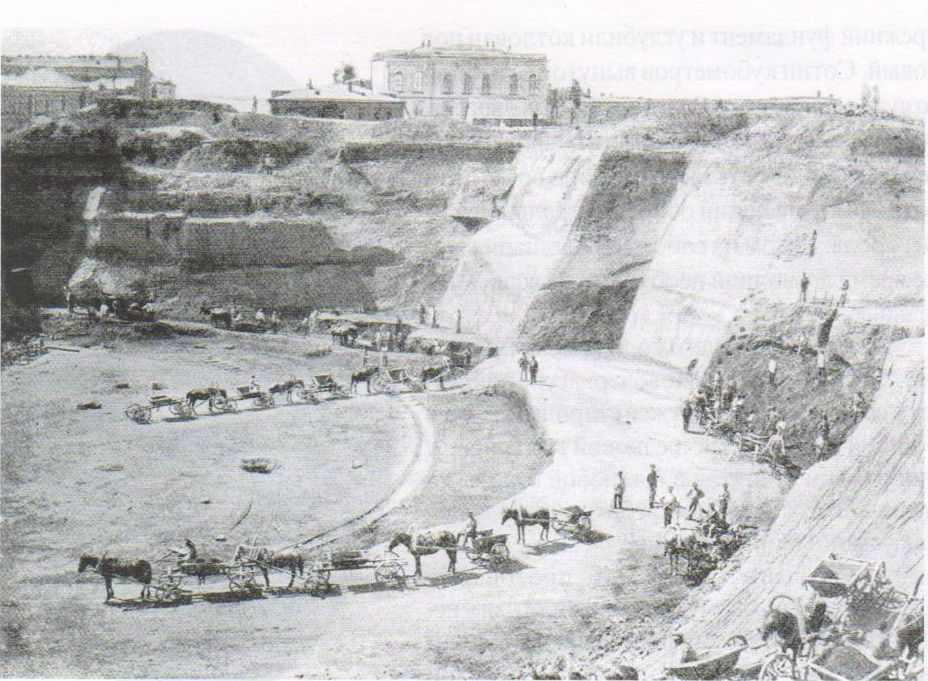
Az alapozás ásása 1892-ben
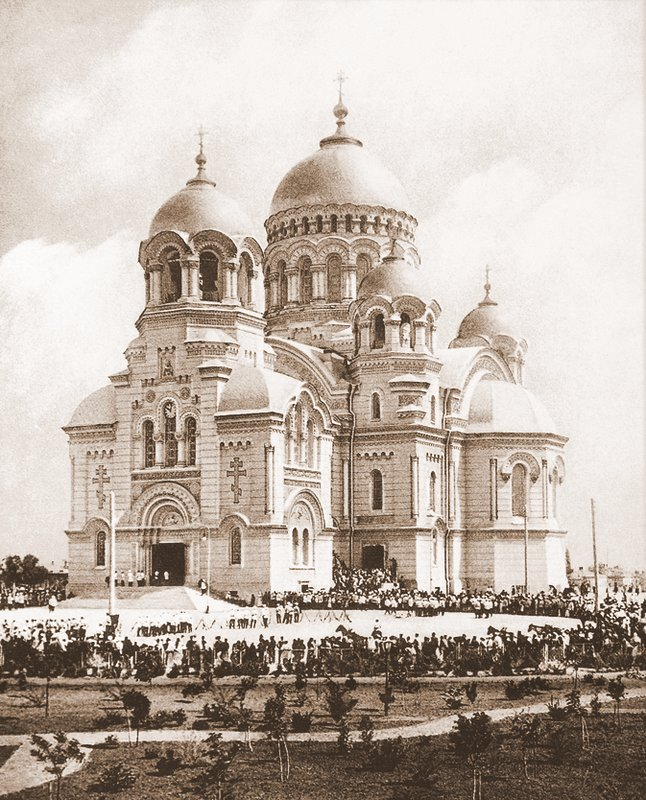
Az 1905-ös felszentelési ünnepség
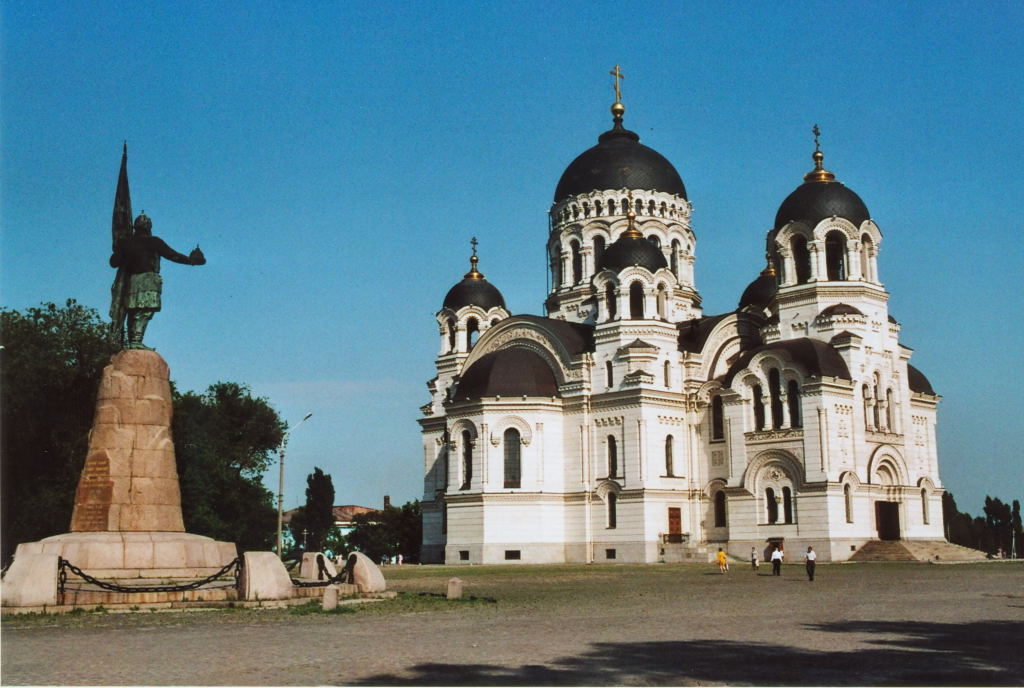
A felújítás előtt, még szürke kupolákkal
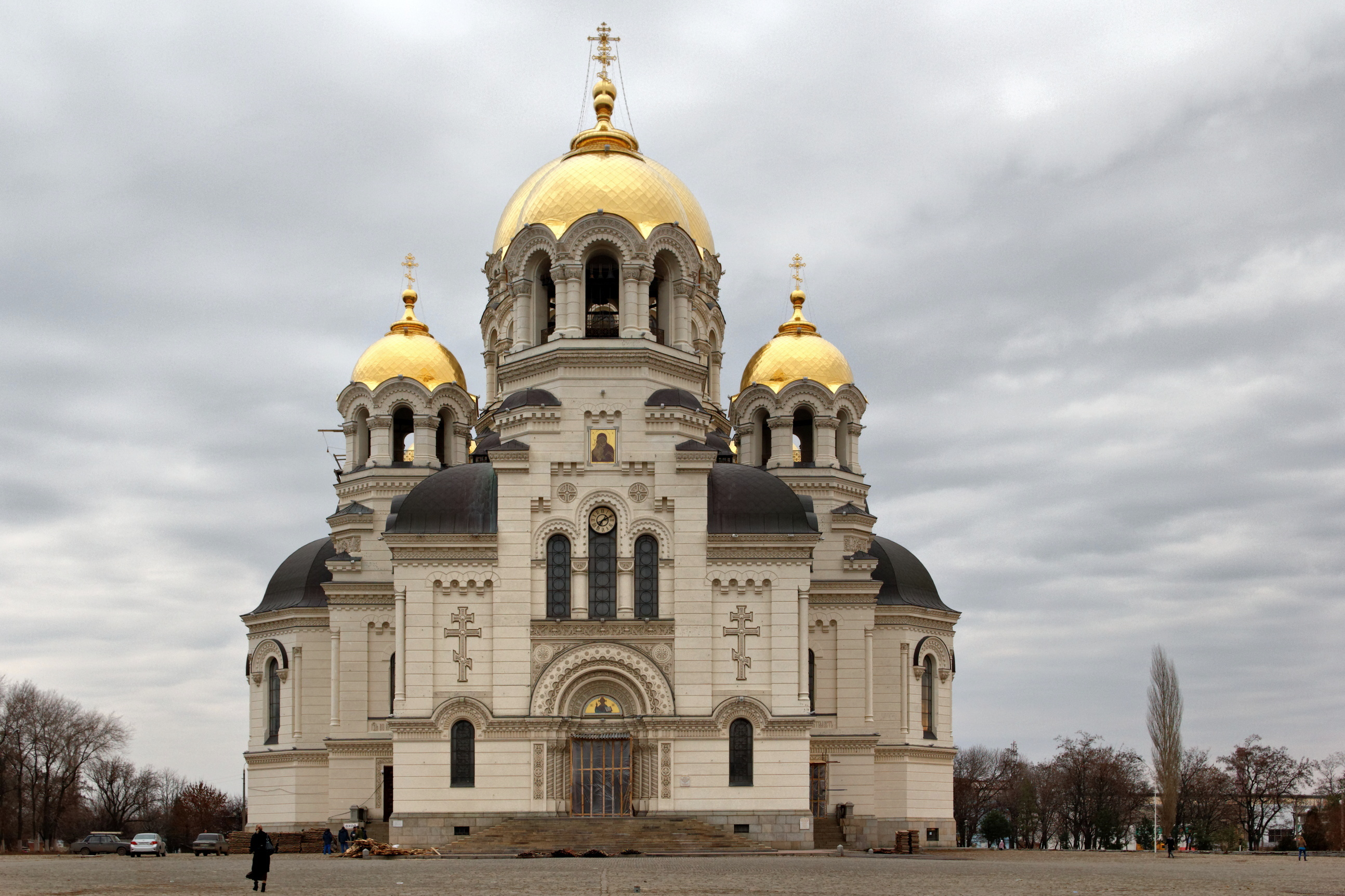
A főhomlokzat szembenézete
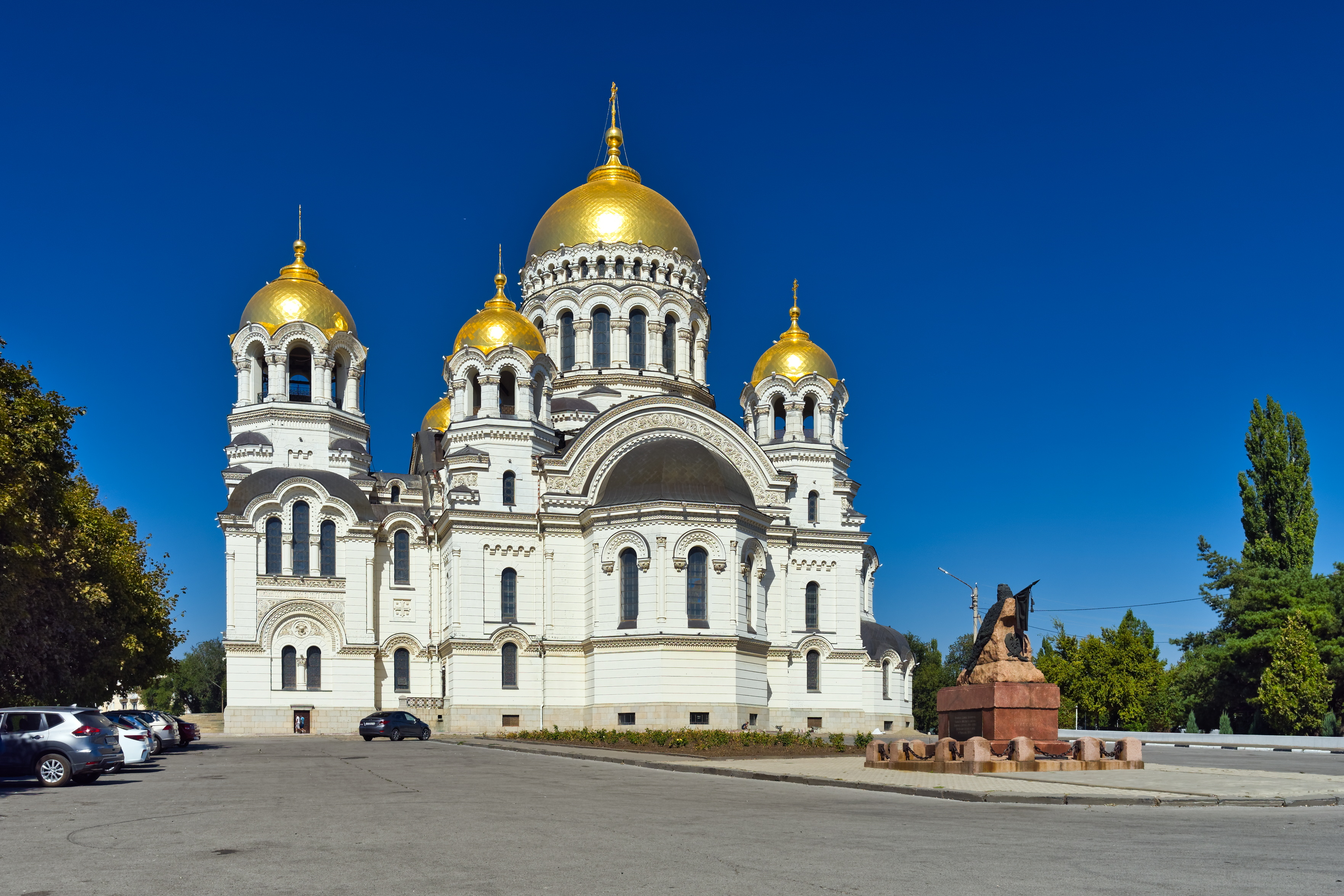
A templom oldalnézetből
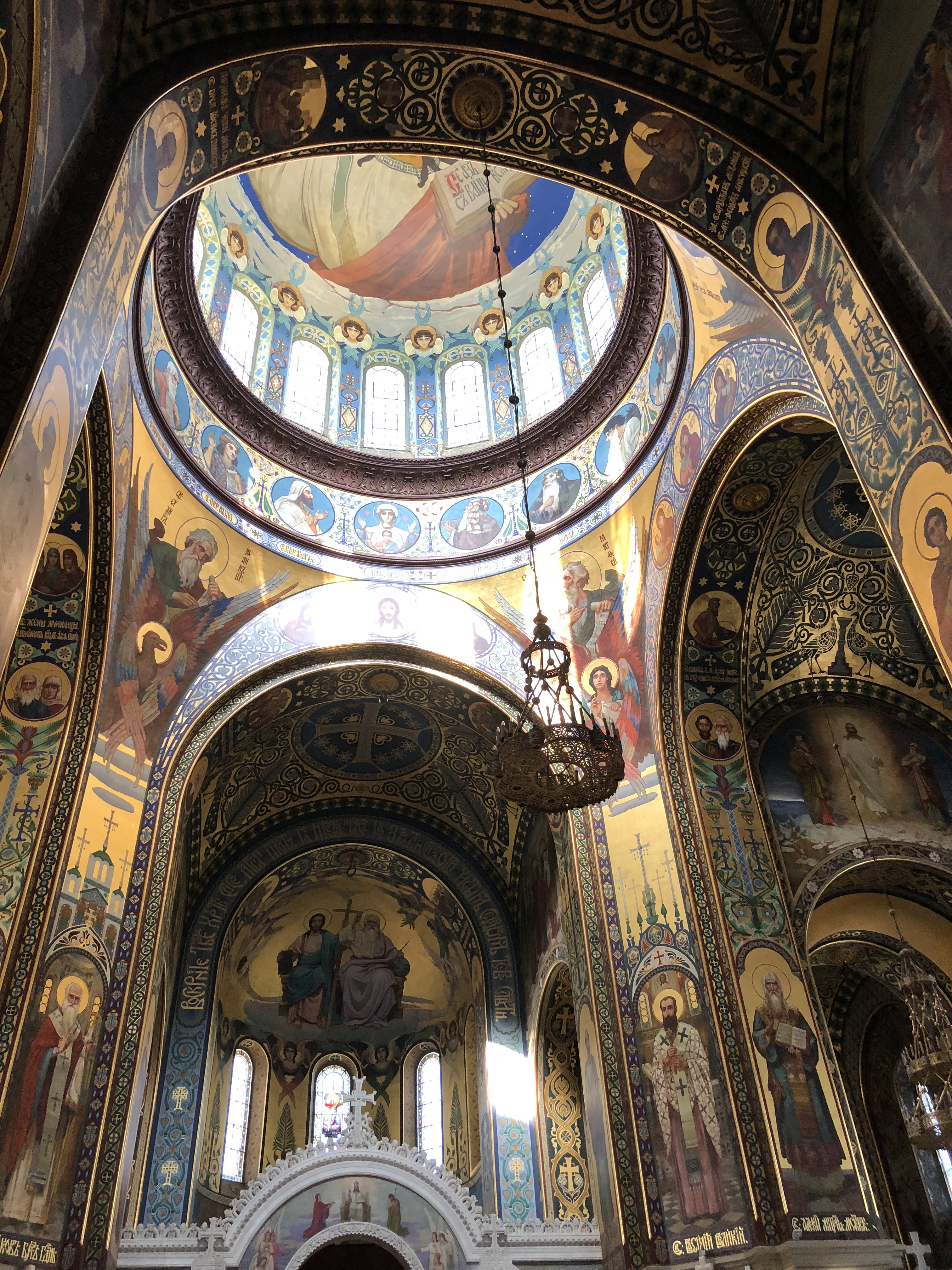
A kupolatér belseje
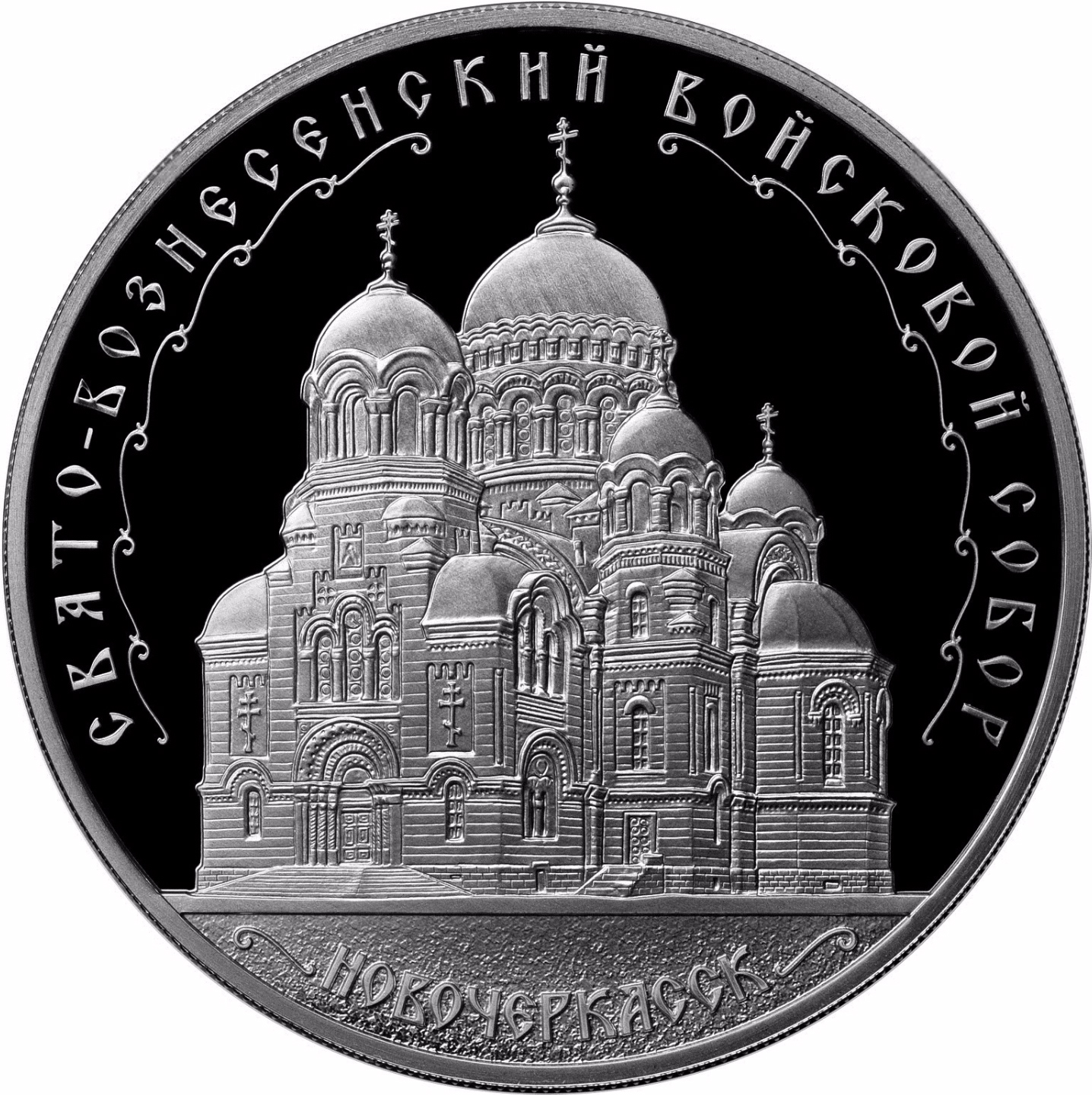
A 2015-ös 3 rubeles ezüst emlékérmén

## Fordítás
- Ez a szócikk részben vagy egészben  a(z)   Вознесенский собор (Новочеркасск) című orosz Wikipédia-szócikk ezen változatának fordításán alapul.  Az eredeti cikk szerkesztőit annak laptörténete sorolja fel. Ez a jelzés csupán a megfogalmazás eredetét és a szerzői jogokat jelzi, nem szolgál a cikkben szereplő információk forrásmegjelöléseként.